# Disgaea 5
Disgaea 5: Alliance of Vengeance (魔界戦記ディスガイア5?, Makai Senki Disugaia 5) è un videogioco di ruolo strategico a turni del 2015 per PlayStation 4, Nintendo Switch e Microsoft Windows, ed è il quinto capitolo principale della serie Disgaea della Nippon Ichi Software. Il videogioco è stato pubblicato per PlayStation 4 in Giappone a marzo 2015, in America Settentrionale e in Europa a ottobre 2015.
È stato pubblicato per Nintendo Switch col nome di Disgaea 5 Complete in Giappone a marzo 2017, mentre in America Settentrionale e in Europa a maggio 2017. Questa edizione contiene tutti i DLC precedentemente pubblicati.

## Accoglienza
Nella prima settimana Disgaea 5 ha venduto più di 20000 copie fisiche in Giappone, mentre a gennaio 2018 ha venduto oltre 200000 copie su Nintendo Switch. Disgaea 5 ha ottenuti ottimi riscontri dalla critica specializzata, con una media su Metacritic di 80 e 81 rispettivamente per le edizioni PlayStation 4 e Nintendo Switch.